# شاله
شاله (بالألمانية: Schale) هي قرية في بلدية هوبستن بقضاء شتاينفورت التابع لولاية شمال الراين - وستفاليا الألمانية وعدد سكانها 1450 نسمة.